# An Se-bok
An Se-bok (ur. 29 października 1946) – północnokoreański piłkarz występujący na pozycji napastnika. Uczestnik Mistrzostw Świata 1966.

## Kariera klubowa
Podczas angielskiego Mundialu Lee reprezentował barwy klubu Amrokgang Pjongjang.

## Kariera reprezentacyjna
An Se-bok występował w reprezentacji Korei Północnej w latach sześćdziesiątych. W 1966 roku pojechał na finały Mistrzostw Świata 1966, na których był rezerwowym i nie wystąpił w żadnym spotkaniu.